# الرويشد (المفرق)
الرويشد منطقة سكنية تقع في لواء الرويشد، محافظة المفرق في الأردن. تنتمي المنطقة لقضاء الرويشد الذي يضم 6 مناطق. يقدر عدد سكانها بـ 5731 نسمة حسب إحصاء 2015.

## الوصلات الخارجية
- دائرة الاحصاءات العامة